# Biombo (região)
Biombo é uma região da Guiné-Bissau, sua capital é a vila de Quinhamel. Possui 93.039 habitantes (2009), correspondente a 6,42% da população do país.
É a segunda região menor região do país.

## História

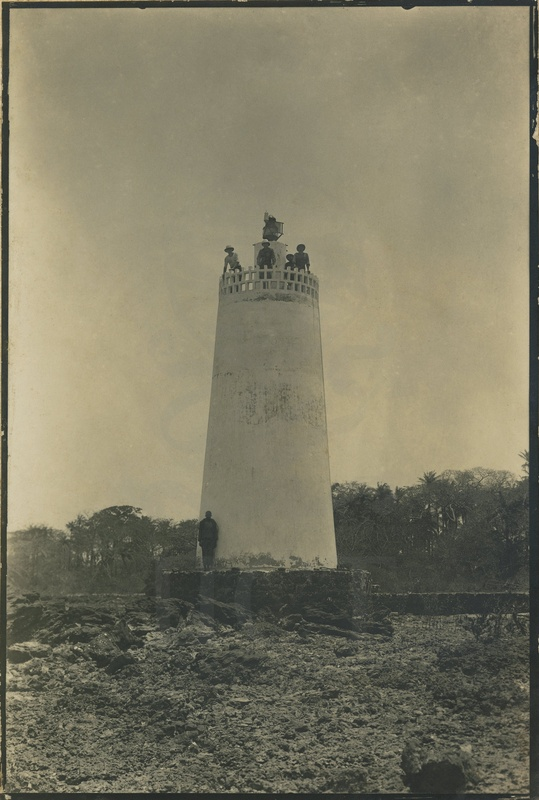
Farol da Ponta do Biombo, em 1910.

A região de Biombo e o Sector Autónomo de Bissau possuem uma história umbilical, tanto pelo território compartilhado, a ilha de Bissau, como pela formação étnica-social, econômica, religiosa e política.
A ocupação e povoação da região começou possivelmente nas cercanias do século XIII por inciativa de um homem chamado Mecau (ou M'nkau), príncipe do reino Quinara. Em busca de locais de caça príncipe Mecau descobriu a ilha de Bissau, território que o agradou muito por parecer área fértil e propícia à caça. Mecau voltou ao seu reino, despediu-se de seu pai, e partiu com suas seis esposas para a ilha. Posteriormente Mecau foi convidando outros sujeitos de Quinara para a ilha, formando tanto o grupo etnico papel, como o Reino de Bissau.
De três das esposas de Mecau surgiram os clãs dos bôsafinté (filhos da esposa Jucom ou Djokom), bitsale (filhos da esposa Intchopolo ou N'Ẑopolo) e bôssó (filhos da esposa Malá). Os dois primeiros clãs foram os responsáveis pelo surgimento respectivo de aldeamentos de nome Safim e Bissalanca. O último dos clãs deu nome a um aldeamento chamado Bandá (ou Bandim). Os povos bôsafinté formaram Safim nas proximidades do canal do Impernal, enquanto que os bitsale formaram Bissalanca numa zona plana e alta, nas proximidades do rio Ondoto. Posteriormente parte do povo bôssó deslocou-se do aldeamento de Bandim para a zona do atual sector de Prabis, efetivamente formando a terceira zona de povoação do Biombo.
A princípio todos os aldeamentos estavam sob a autoridade do reino de Bissau, contudo as diversas lutas pela sucessão do trono fizeram com que surgissem vários pequenos reinos na ilha de Bissau, todos estados vassalos do reino de Bissau, sendo: Reino de Antula, Reino de Prábis, Reino de Safim, Reino de Bigimita, Reino de Tôr e Reino de Biombo.
Em 1962, foi inaugurado em Biombo um centro materno-infantil, com o apoio da UNICEF e do Ministério da Saúde português.

## Geografia
Biombo está em sua totalidade em uma área insular, mas especificamente na ilha de Bissau, ainda possuindo outras quatro pequenas ilhas fluviais no rio Mansoa, que são parte do arquipélago de Bissau, e a ilha da Areia (única parte do arquipélago dos Bijagós que é jurisdição da região), que performam a totalidade do seu território. Basicamente a população está assentada na ilha de Bissau, que é cercada pelas águas do rio Mansoa (norte e oeste), canal do Impernal (leste), rio Ondoto (sudeste) e estuário do Geba (sul). A única fronteira seca de Biombo é com o Sector Autónomo de Bissau, entre Bissalanca e Ponta Gardele.
A região é subdividida nos sectores de Prábis, Quinhamel e Safim. Os sectores de Safim e Prábis são estatisticamente parte da Região Metropolitana de Bissau.

### Clima
Segundo a classificação climática de Köppen-Geiger no Biombo predomina o clima tropical de savana (Aw), dado que a região é atravessada pela zona de convergência intertropical e sofre, consequentemente, a influência da monção (ar quente e húmido do oceano Atlântico) durante a estação húmida e do harmatão (ar quente e seco do deserto do Saara) durante a estação seca. Em geral Biombo é muito húmido, com humidade relativa do ar compreendida entre 75 e 90%.
A precipitação pluviométrica é caracterizada por uma média anual entre 1.400 e 1.800 mm, onde o máximo é atingido em agosto, sendo a média mensal superior a 400 mm. O mínimo, próximo de 20-40 mm, ocorre durante os meses de dezembro a abril.
As temperaturas oscilam entre 22°C e 38°C (média mensal: 30°C) em abril e maio, imediatamente antes do período das chuvas, entre 22°C e 30°C (média mensal: 26°C) em agosto e setembro e entre 16°C e 32°C (média mensal: 24ºC) em dezembro.

### Vegetação
A região possui extensas áreas de mangais, áreas riquíssimas em crustáceos e ostras. Também compõem a paisagem de Biombo as bolanhas, algumas praias, a floresta de palmar e as savanas.
Entre as áreas fortemente antropizadas há as plantações de caju e de cana-de-açúcar.

### Demografia
A região de Biombo é maioritariamente habitada pela população das etnias papel (64,7%) e balanta (19,4%). As pessoas das etnias sosso e saracoles correspondem respectivamente a 0,1%.

| 1979  | 1991  | 2009  |
| 56463 | 59827 | 93039 |

### Religião
Os animistas correspondem à maioria da população (40,1%), os cristãos a 30,2% e os muçulmanos a 6,3%.

## Economia
A economia local assenta na produção tradicional de cana, vinho e óleo de palma, caju seco ou destilado em vinho, ferraria ou tecelagem. Estes produtos são posteriormente comercializados em Bissau.